# Alan Blumenfeld
Alan Blumenfeld (ur. 4 września 1952) – aktor amerykański.
Wystąpił m.in. gościnnie w lubianych amerykańskich serialach: Herosi (2007), Chirurdzy (2005), Strażnik Teksasu (2000), Diagnoza morderstwo (1997), Roseanne (1989), Prawo i porządek (1994), Ostry dyżur (1998), Kochane kłopoty (2002–2006), Zdrówko (1984) czy Brooklyn Bridge (1991–1993).